# توماس روبرت ماكننيس
توماس روبرت ماكننيس هو سياسي كندي، ولد في 5 نوفمبر 1840 في Lake Ainslie ‏ في كندا، وتوفي في 19 مارس 1904 في فانكوفر في كندا. نشط حزبياً في مستقل. وقد انتخب عضو مجلس الشيوخ الكندي ‏ وانتخب Lieutenant Governor of British Columbia ‏ (1897 – 1900).